# Markov-egyenlőtlenség (valószínűségszámítás)
A Markov-egyenlőtlenség a valószínűségszámításban becslést ad arra, hogy a valószínűségi változó kimenetele mekkora valószínűséggel halad meg egy megadott számot. Andrej Andrejevics Markov után nevezték el. 

## Állítás
Legyen {\displaystyle (\Omega ,\Sigma ,P)} valószínűségi mező, {\displaystyle X\colon \Omega \rightarrow \mathbb {R} } valós értékű valószínűségi változó, {\displaystyle a} adott valós szám és {\displaystyle h\colon D\rightarrow [0,\infty )} monoton növő függvény. Továbbá {\displaystyle h} {\displaystyle D\subseteq \mathbb {R} } értelmezési tartománya tartalmazza {\displaystyle X} képhalmazát. Ekkor az általános Markov-egyenlőtlenség szerint 
{\displaystyle h(a)P\left[X\geq a\right]\leq \operatorname {E} \left[h(X)\right],}
ami {\displaystyle h(a)>0} esetén írható úgy is, mint
{\displaystyle P\left[X\geq a\right]\leq {\frac {\operatorname {E} \left[h(X)\right]}{h(a)}}.}

## Változatok
Legyen  {\displaystyle h(x)=x}, ha {\displaystyle x\geq 0}, és legyen {\displaystyle |X|} valós valószínűségi változók, ekkor {\displaystyle a>0} esetén adódik a speciális eset:
{\displaystyle P\left[|X|\geq a\right]\leq {\frac {\operatorname {E} \left[|X|\right]}{a}}.}
Ezt a speciális esetet területek összehasonlításával lehet bizonyítani, és hasonló módon a Csebisev-egyenlőtlenség is bizonyítható.
Legyen {\displaystyle a=c\cdot \operatorname {E} [|X|]}, ahol {\displaystyle c>0}, akkor következik a {\displaystyle c>0}-szeres túllépést becslő változat:
{\displaystyle P\left[|X|\geq c\cdot \operatorname {E} [|X|]\right]\leq {\frac {\operatorname {E} \left[|X|\right]}{c\cdot \operatorname {E} \left[|X|\right]}}={\frac {1}{c}}.}
Legyen {\displaystyle h(x)=I_{\mathbb {R} ^{+}}(x)\,x^{2}} és alkalmazzuk a Markov-egyenlőtlenséget az {\displaystyle Y=|X-\operatorname {E} [X]|} valószínűségi változóra. Ekkor {\displaystyle a>0} esetén a Csebisev-egyenlőtlenséghez jutunk:
{\displaystyle P\left[|X-\operatorname {E} [X]|\geq a\right]\leq {\frac {\operatorname {E} [(X-\operatorname {E} [X])^{2}]}{a^{2}}}={\frac {\operatorname {Var} [X]}{a^{2}}}.}
Korlátos valószínűségi változó esetén Markov-szerű becslés adható arra, hogy a valószínűségi változó értéke a várható érték {\displaystyle (1-c)}-szerese alatt marad. Legyenek  {\displaystyle a,b>0} és legyen {\displaystyle X} valószínűségi változó úgy, hogy {\displaystyle |X|\leq a} és {\displaystyle \operatorname {E} \left[|X|\right]\geq {\frac {a}{b}}}. Ekkor minden {\displaystyle c>0} esetén:
{\displaystyle P\left[|X|\leq (1-c)\operatorname {E} \left[|X|\right]\right]\leq 1-{\frac {c}{b}}.}
Ez a változat önállóan is bizonyítható, az eredeti Markov-egyenlőtlenséghez hasonlóan.
Ha {\displaystyle h(x)=e^{tx}}, akkor alkalmas  {\displaystyle t>0} paraméterrel nagyon jó becslést lehet nyerni, lásd Csernov-egyenlőtlenség. Sőt, megfelelő feltételek esetén ez a becslés optimális.

## Bizonyítás
Legyen {\displaystyle I_{A}} az {\displaystyle A} halmaz indikátorfüggvénye. Ekkor
{\displaystyle h(a)P\left[X\geq a\right]=\int I_{\{X\geq a\}}h(a)\ dP\leq \int I_{\{X\geq a\}}h(X)\ dP\leq \operatorname {E} \left[h(X)\right].}

## Fordítás
Ez a szócikk részben vagy egészben  a   Markow-Ungleichung (Stochastik) című német Wikipédia-szócikk fordításán alapul.  Az eredeti cikk szerkesztőit annak laptörténete sorolja fel. Ez a jelzés csupán a megfogalmazás eredetét és a szerzői jogokat jelzi, nem szolgál a cikkben szereplő információk forrásmegjelöléseként.